# شنقیط
شِنقیط (به عربی: شنقیط) شهری قدیمی در موریتانی است که در استان شنقیط واقع شده‌است. شنقیط ۴٬۷۱۱ نفر جمعیت دارد.
شنقیط یک شهرک تجارتی قرون وسطایی مردم بربر در شمال موریتانی است که در فلات اَدرار در شرق اطار واقع شده‌است. این شهر کوچک که در قرن سیزدهم میلادی به عنوان مرکز چندین مسیر تجارت صحراگذر ساخته شده‌است، امروزه هم همچنان شماری از بازدیدکنندگان را که به معماری، مناظر و کتابخانه‌های کهن آن ارزش می‌گذراند به خود جذب می‌کند.
شهر با تهدید جدی پیشروی بیابان روبه‌رو است و تپه‌های ماسه‌ای مرتفع به مرز غربی شهر رسیده چندین خانه را نیز پوشانده‌اند.
معماری بومی بربری بخش‌های قدیمی شهر شامل خانه‌هایی است که در ساخت آن از سنگ‌های خشکه‌چین قرمز و آجرهای گلی بهره گرفته شده‌است با سقف‌های مسطح که از نخل ساخته شده‌است. بسیاری از خانه‌های قدیمی دارای درب‌های خراطی‌شده هستند که چوبشان از درختان عظیم باستانی اقاقیا بریده شده‌اند. این درختان مدت‌هاست که دیگر در این منطقه نروییده‌اند.
بسیاری از خانه‌ها شامل حیاط و محوطه نورگیر هستند که در خیابان‌های باریک منتهی به مسجد مرکزی قرار گرفته‌اند. ساختمان‌های قابل توجه در این شهر شامل مسجد جمعه شنقیط، یک سازه قدیمی از سنگ‌های خشکه‌چین دارای یک مناره چهارگوش؛ قلعه لژیون خارجی سابق فرانسه؛ و یک آب‌انبار بلند است.
محله قدیمی شنقیط دارای پنج کتابخانه مهم نسخ خطی علمی و قرآنی است که تعداد زیادی از آنها متعلق به سده‌های میانه است. در سال‌های اخیر، دولت موریتانی، سپاه صلح ایالات متحده و سازمان‌های مردم‌نهاد مختلف تلاش کرده‌اند که این شهر را برای بازدید گردشگران ماجراجو آماده کنند. بازدیدکنندگان می‌توانند بر روی تپه‌های ماسه‌ای آن «اسکی کنند»، به کتابخانه‌ها مراجعه کرده و زیبایی‌های صحرا را تماشا کنند.

## پیشینه مذهبی
برای قرن‌ها، این شهر یک مکان اصلی برای جمع شدن زائران مغرب در مسیر مکه بود. این شهر به نوعی خود نیز به عنوان یک شهر مقدس شناخته شد، به ویژه برای زائرانی که قادر به سفر طولانی به شبه‌جزیره عرب نبودند. شنقیط همچنین به مرکز علوم اسلامی در آفریقای غربی تبدیل شد. علاوه بر آموزش‌های دینی، مدارس شنقیط به دانش‌آموزان سخنرانی، حقوق، نجوم، ریاضیات و پزشکی آموزش می‌دادند.
برای قرن‌ها تمام موریتانی در جهان عرب به عنوان بلاد شنقیط شناخته می‌شد. در محل می‌گویند شنقیط هفتمین شهر مقدس اسلام است، اما در خارج از غرب آفریقا این موضوع شناخته شده نیست. این شهر از نظر تاریخ اسلام و همچنین تاریخ آفریقای غربی اهمیت زیادی دارد.
هرچند تا حد زیادی به دست بیابان رها شده، اما این شهر دارای مجموعه‌ای از کتابخانه‌های خطی قرون وسطایی بی‌همتا در غرب آفریقا است. محله اطراف خیابان ساوان (Rue des Savants) در گذشته به عنوان محل تجمع دانشوران برای بحث و گفتگو در مورد نکات دقیق‌تر قوانین اسلامی مشهور بود.

## نگاره‌ها

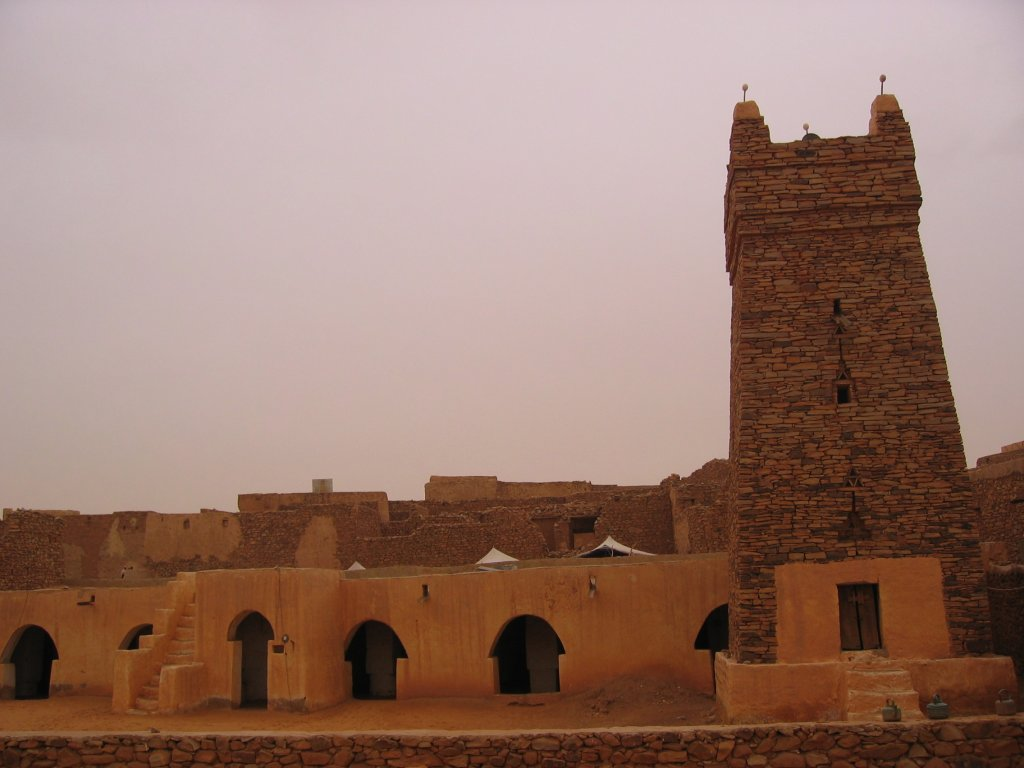
مسجد جامع بزرگ شنقیط
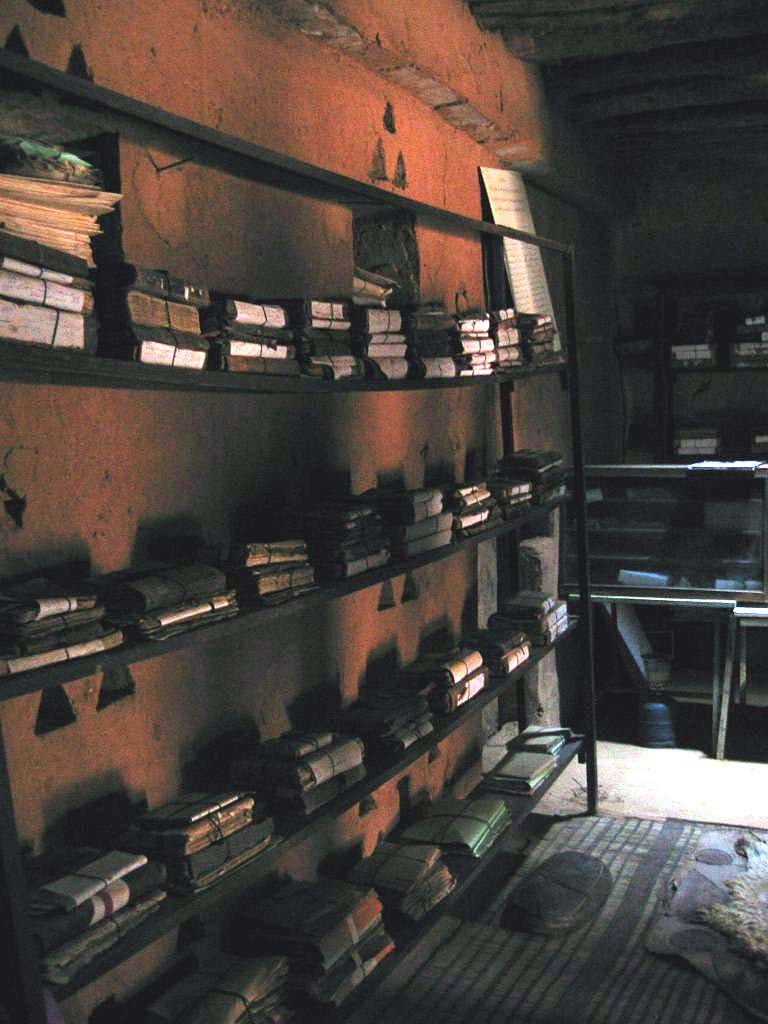
کتابخانه قدیمی شنقیط
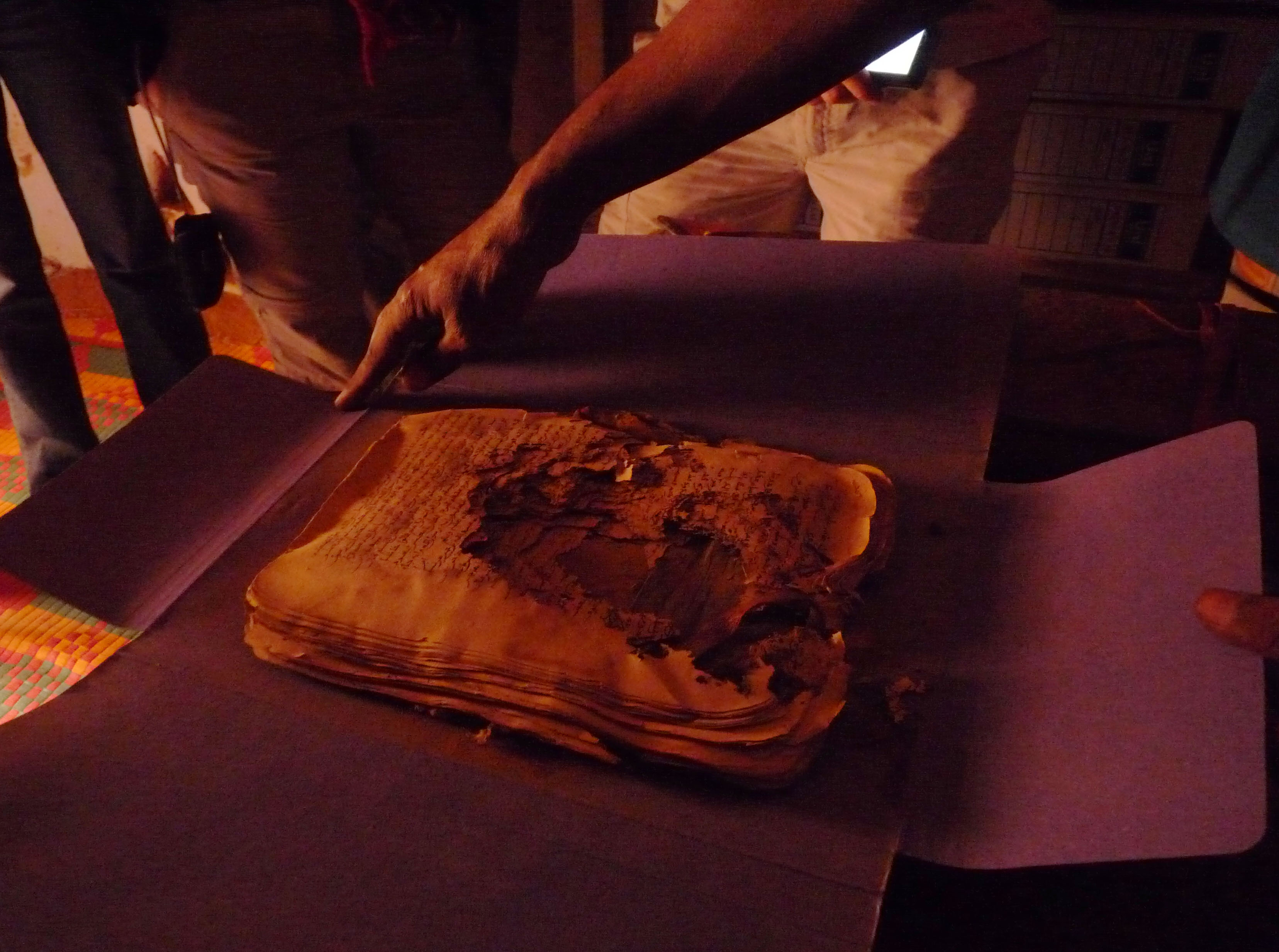
دست‌نوشته‌ای کهن در شنقیط
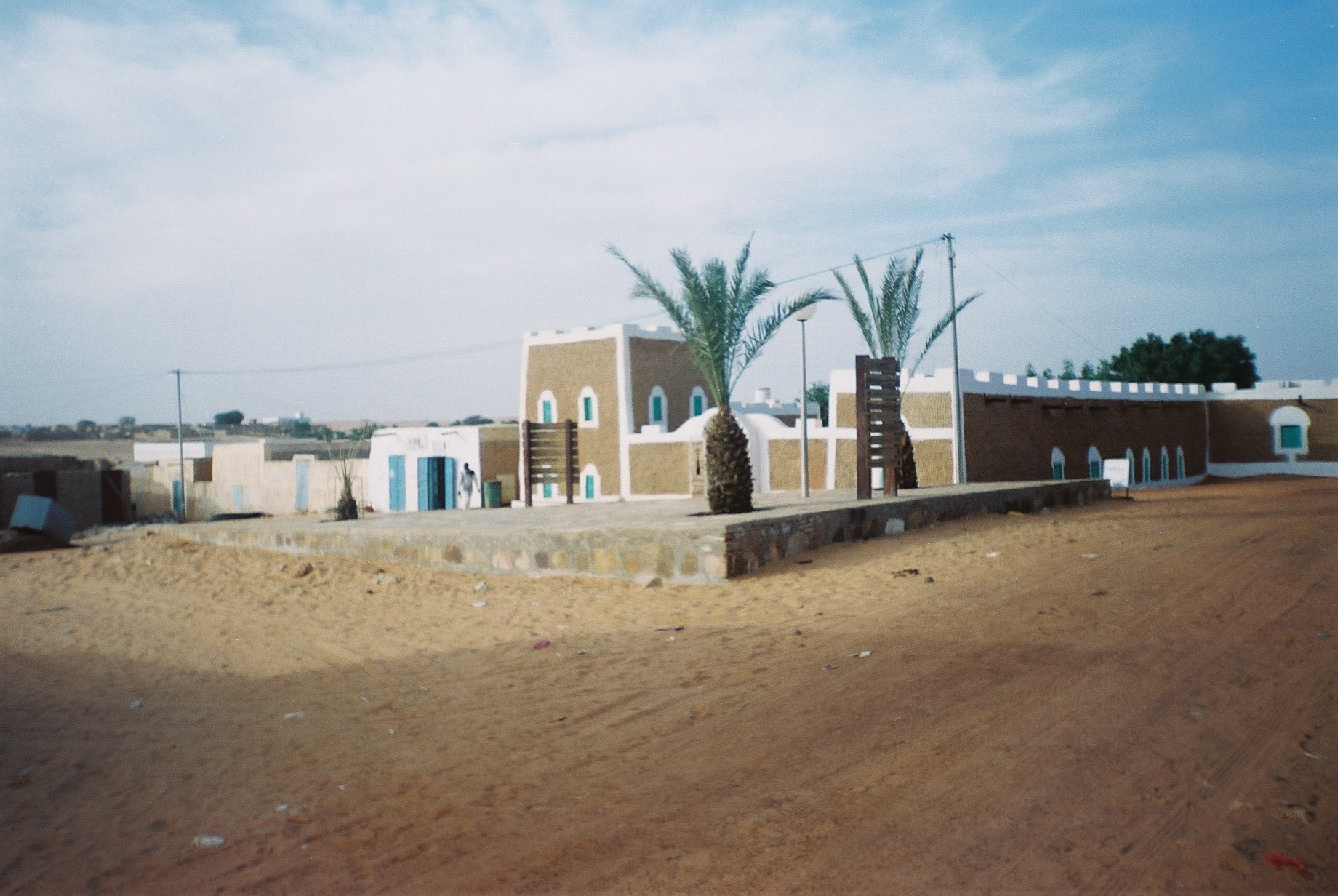
روستای تازه شنقیط